# Olga Markova
Olga Markova (Russisch: Ольга Маркова) (6 augustus 1968) is een voormalige Russische langeafstandsloopster, die in de jaren negentig op de marathon succesvol was.

## Loopbaan
In 1992 won Markova als eerste Russin de Boston Marathon in 2:23.43, op dat moment de een na snelste tijd die ooit op dit parcours gelopen was. Desondanks werd ze niet opgenomen in het team van Gemenebest van Onafhankelijke Staten voor de Olympische Spelen van 1992 in Barcelona, omdat ze zich niet gekwalificeerd had op de marathon van Los Angeles. De olympische marathon werd gewonnen door Valentina Jegorova.
In het jaar daarop namen beide Russinnen deel aan de Boston Marathon. Tot halverwege liepen ze gezamenlijk op kop van de wedstrijd en daarna versnelde Markova. Jegorova kon niet volgen en gaf niet veel later op. Markova werd eerste in 2:25.27, met vier-en-halve minuten voorsprong op de nummer twee.
Olga Markova leeft tegenwoordig in Gainesville (Florida).

## Persoonlijke records
| Onderdeel | Prestatie | Datum           | Plaats         |
| --------- | --------- | --------------- | -------------- |
| 10 km     | 32.22     | 7 augustus 1999 | Cape Elizabeth |
| 12 km     | 39.56     | 8 mei 1999      | Evansville     |
| marathon  | 2:23.43   | 20 april 1992   | Boston         |

## Palmares

### marathon
- 1990:  marathon van Washington - 2:37.00
- 1990:  marathon van Hamburg - 2:38.00
- 1991:  New York City Marathon - 2:28.27
- 1991:  marathon van Los Angeles - 2:33.27
- 1991: 4e marathon van Belaya Serkov - 2:34.07
- 1992:  Boston Marathon - 2:23.43
- 1992:  New York City Marathon - 2:26.38
- 1993:  Boston Marathon - 2:25.27
- 1994: 10e marathon van Osaka - 2:32.22